# Orenair
Orenair Airlines (en ruso: Оренбургские авиалинии) fue una aerolínea con su oficina central en la propiedad del Aeropuerto de Oremburgo-Central, en Oremburgo, Rusia. Operaba vuelos de cabotaje de pasajeros y vuelos chárter para tours, así como servicios de mantenimiento y vuelos especiales. Su base de operaciones era el Aeropuerto de Oremburgo-Central, y tenía bases secundarias en los aeropuertos de Orsk y Moscú-Domodedovo.

## Historia

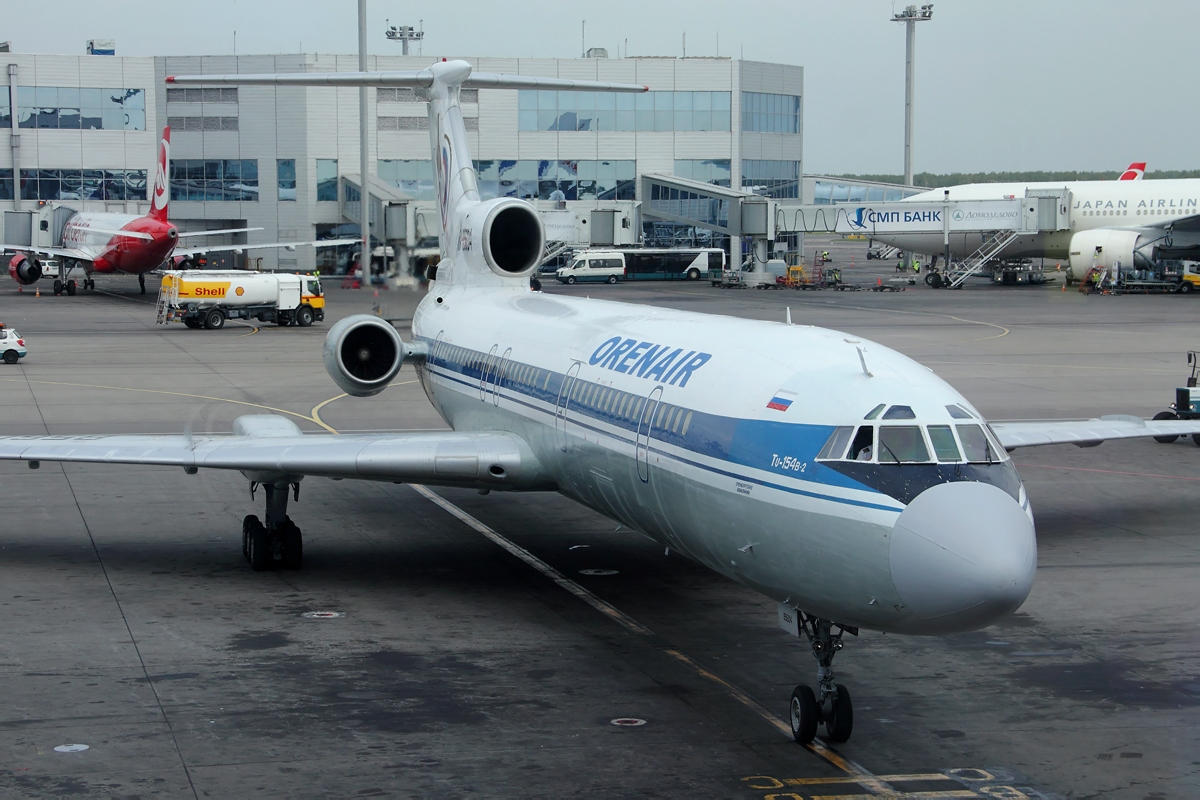
Tu-154B2 perteneciente a la compañía

La aerolínea se formó con los resto de la división de Aeroflot en Oremburgo, la cual se fundó en 1932. Empezó operaciones con el nombre actual en 1992. Fue la primera aerolínea rusa en utilizar el sistema de centros de conexión de vuelos en Oremburgo , ofreciendo un servicio completo para los pasajeros en tránsito, también fue la primera aerolínea rusa en cobrar tarifas aéreas. En 2010 Orenair fue adquirida por Aeroflot, por lo que se presume que la aerolínea sufrirá un proceso de modernización de su flota. Recientemente la aerolínea adquirió un Boeing 777-200 que pertenecía a la aerolínea francesa Air Austral.
En abril de 2016 Aeroflot planeó fusionar Orenair y Donavia en Rossiya para formar una aerolínea más grande con sede en San Petersburgo, Moscú y Rostov-On-Don. La antigua flota de Orenair llevará la librea Rossiya. El 26 de mayo de 2016 se revocó el AOC de la aerolínea después de su integración en Rossiya.

## Acuerdos de Código Compartido
Orenair tiene los siguientes acuerdos de código compartido: 
- Aeroflot (SkyTeam)
- S7 Airlines (Oneworld)
- Transaero

## Destinos
Orenair opera vuelos hacia los siguientes destinos (noviembre de 2012).

### Asia
Emiratos Árabes Unidos

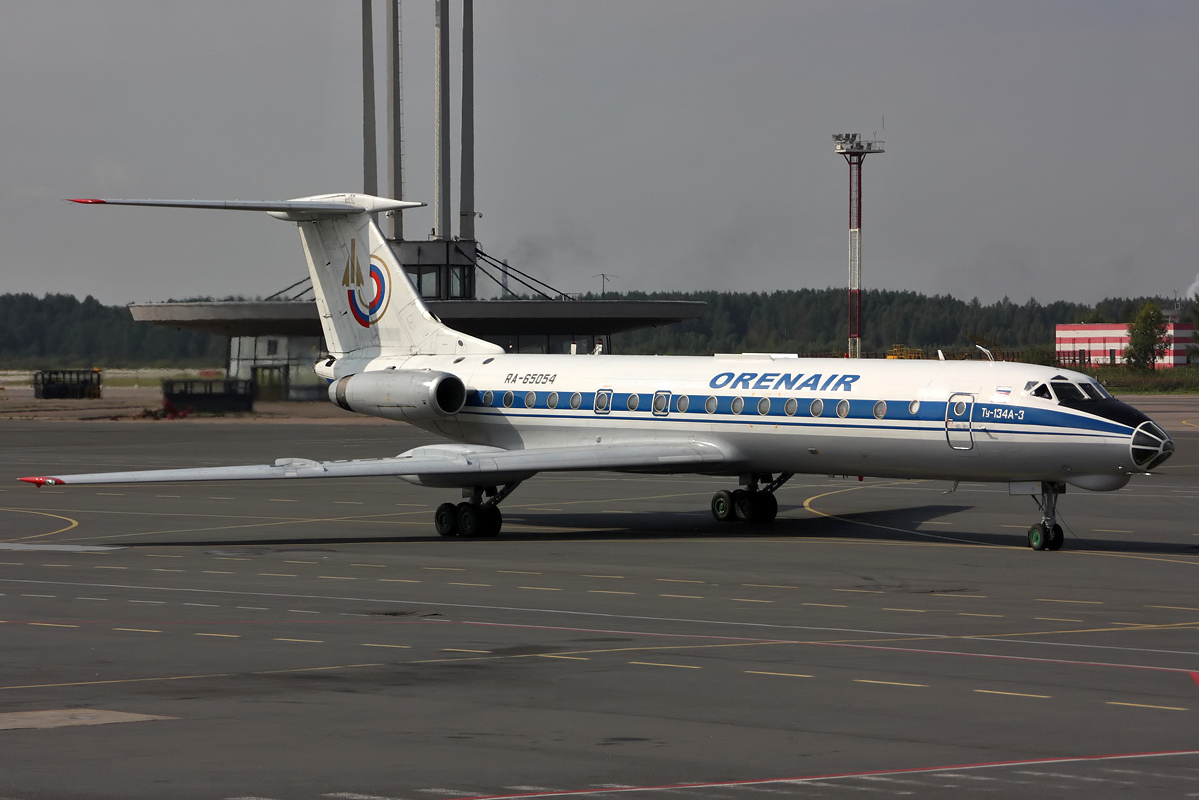
Tu-134A-3 de la compañía

- Sharjah - Aeropuerto Internacional de Sharjah (Temporada-Charters)[11]

 Israel
- Tel Aviv - Aeropuerto Internacional de Tel Aviv

 Kazajistán
- Almatý - Aeropuerto Internacional de Almatý (Temporada)

 Tayikistán
- Dusambé - Aeropuerto de Dusambé

- Khujand - Aeropuerto de Khujand

- Kulob - Aeropuerto Internacional de Kulob

### Europa
Alemania

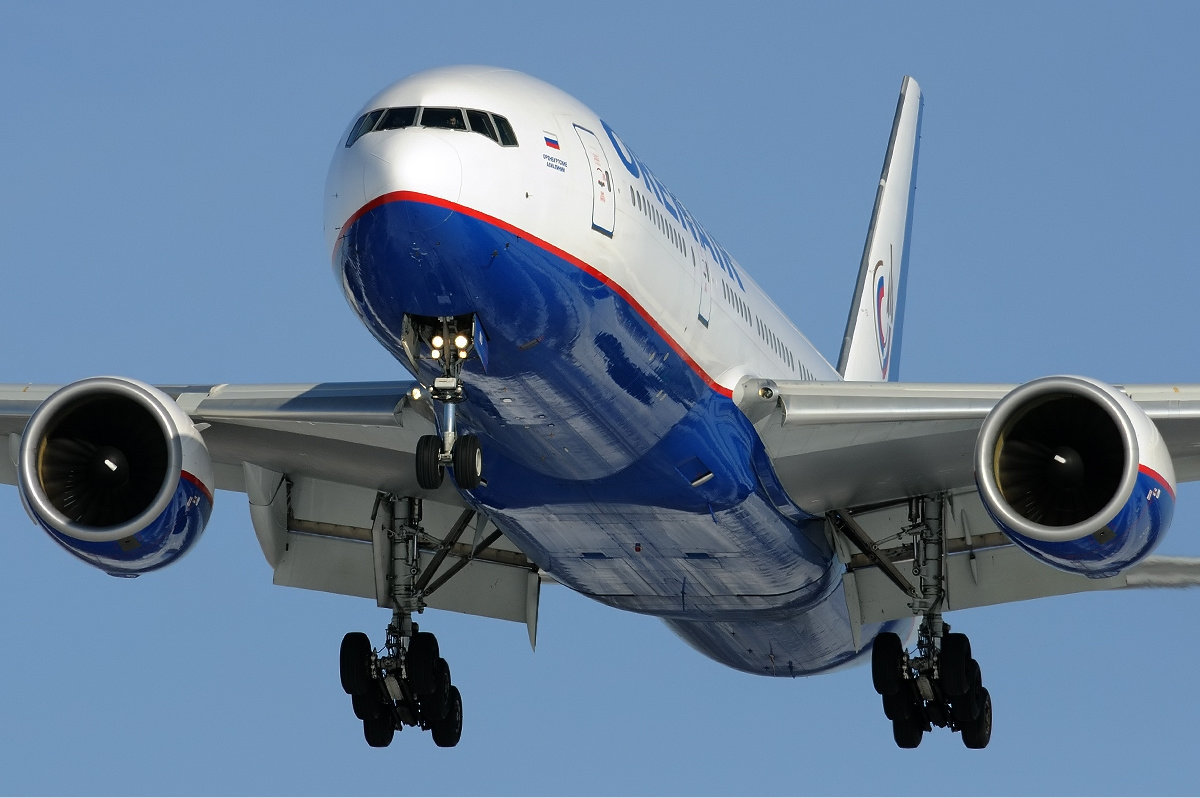
Boeing 777-200 de la compañía realizando la aproximación al Aeropuerto de Dusseldorf

- Düsseldorf - Aeropuerto de Dusseldorf

 República Checa
- Praga - Aeropuerto Internacional de Praga (Temporada-Charters)[12]

 Rusia
- Anapa - Aeropuerto de Vítiazevo

- Barnaúl - Aeropuerto Internacional de Barnaúl-Guermán Titov

- Cheliábinsk - Aeropuerto Internacional de Cheliábinsk

- Irkutsk - Aeropuerto Internacional de Irkutsk

- Krasnodar - Aeropuerto Internacional de Krasnodar- Pashkovsky

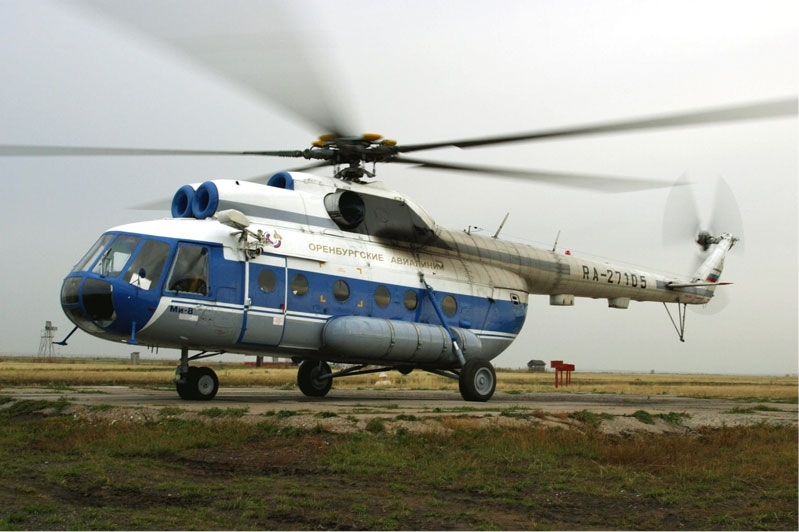
Mil Mi-8 perteneciente a Orenair

- Kursk - Aeropuerto Internacional de Kursk-Vostochny

- Mineralnye Vody - Aeropuerto internacional de Mineralnye Vody

- Moscú
  - Aeropuerto Internacional de Moscú-Domodédovo
  - Aeropuerto Internacional de Moscú-Sheremétievo

- Nizhnevartovsk - Aeropuerto de Nizhnevartovsk

- Novokuznetsk - Aeropuerto de Novokuznetsk-Spichenkovo

- Novosibirsk - Aeropuerto Internacional de Novosibirsk-Tolmachevo

- Omsk - Aeropuerto de Omsk-Tsentralny

- Oremburgo - Aeropuerto de Oremburgo-Central hub

- Orsk - Aeropuerto de Orsk

- Perm - Aeropuerto Internacional de Perm-Bolshoye Sávino

- Samara - Aeropuerto Internacional de Samara-Kurúmoch

- Simferopol - Aeropuerto Internacional de Simferopol

- Sochi - Aeropuerto Internacional de Sochi-Alder

- San Petersburgo - Aeropuerto Internacional de Pulkovo

- Ufa - Aeropuerto Internacional de Ufá

 Ucrania

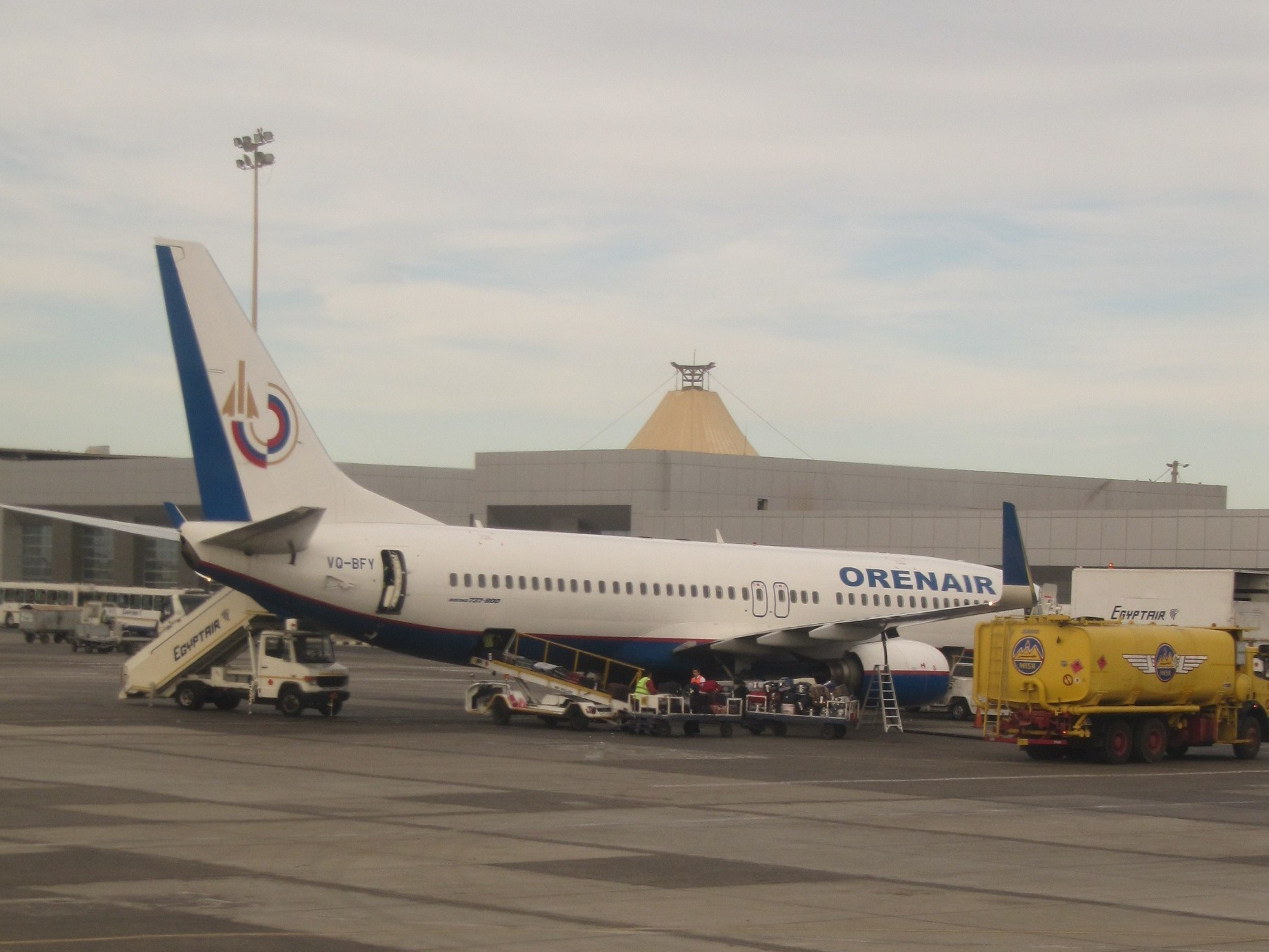
Boeing 737-500 de la compañía en el Aeropuerto de Hurghada

- Kiev - Aeropuerto Internacional de Boryspil

La aerolínea también opera vuelos chárter desde y hacia Kazán, Krasnodar, Nizhni Nóvgorod, Novosibirsk, Omsk, Rostov-na-Donu, Samara, Sharm el-Sheikh, Ufa, Volgograd, Goa, Poprad entre otras.

## Flota
Para enero de 2013, la flota de Orenair se componía de las siguientes aeronaves

### Anteriormente operados
- 1 Yakovlev Yak-40 (Retirado en 2004)

- 5 Tupolev Tu-154M (Retirados en 2006)